# Čuvašská vlajka

Čuvašská vlajka
Poměr stran 5:8

Vlajka Čuvašska, jedné z autonomních republik Ruské federace, je tvořena listem o poměru stran 5:8 se dvěma vodorovnými pruhy, horním žlutým a spodní santalové barvy (o poměru šířek 5:8). Uprostřed je použit motiv ze státního znaku.
Žlutá barva listu odkazuje na Sara Chjovel, místo na slunci obývané Čuvaši, pruh santalové barvy symbolizuje zemi, na níž Čuvaši žijí. Hlavním prvkem vlajky je Věčný strom (též Strom života, symbolizující znovuzrození), dub, hojně rostoucí v Čuvašsku, symbolizující nejen čuvašské území a jeho obyvatele, ale i Čuvaše žijící jinde. Strom je korunovaný starým čuvašským emblémem Tři slunce. Pata připomíná čuvašskou zemi.

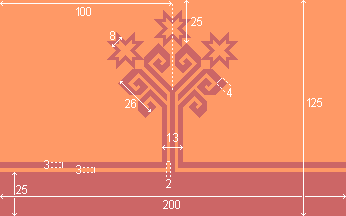
Rozměry čuvašské vlajky
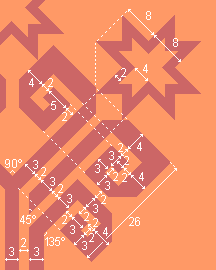
Detailní rozměry

## Historie
Čuvašsko se připojilo k Rusku v 16. století, zažilo také znevolňování svých obyvatel a násilnou rusifikaci. Následovala série protiruských povstání. Jejich důsledkem bylo uvolnění situace a na konci 19. století zrušení nevolnictví. V roce 1920 byla ustanovena sovětská moc a začaly vznikat sověty. Roku 1925 vznikla Čuvašská ASSR.

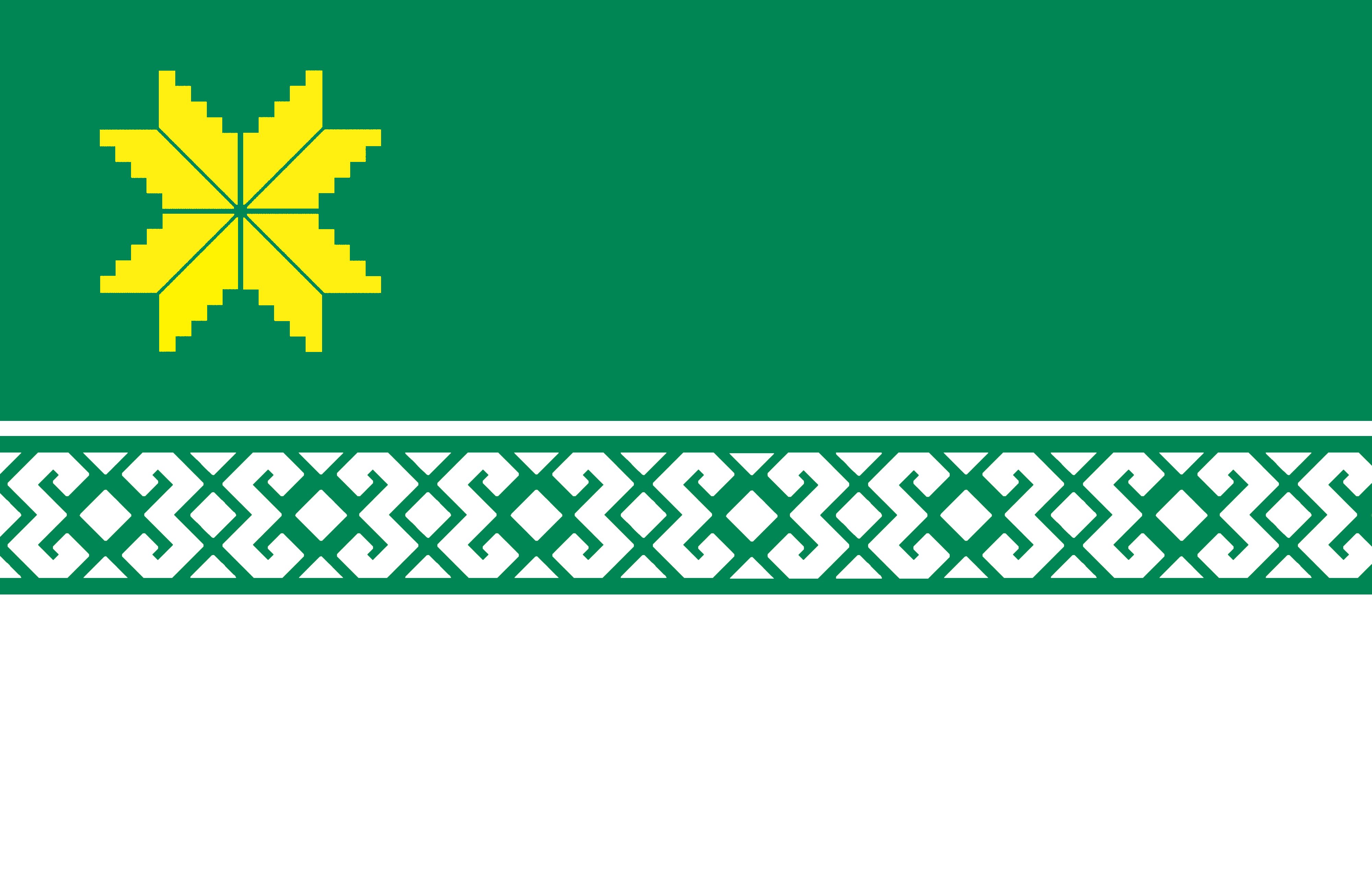
Vlajka Čuvašské republiky (1918) Poměr stran: 5:8
Vlajka Čuvašské ASSR (1926–1927) Poměr stran: 1:2
Vlajka Čuvašské ASSR (1927–1931) Poměr stran: 1:2
Vlajka Čuvašské ASSR (1931–1933) Poměr stran: 1:2
Vlajka Čuvašské ASSR (1933–1937) Poměr stran: 1:2
Vlajka Čuvašské ASSR (1937–1940) Poměr stran: 1:2
Vlajka Čuvašské ASSR (1940–1954) Poměr stran: 1:2
Vlajka Čuvašské ASSR (1954–1978) Poměr stran: 1:2
Vlajka Čuvašské ASSR (1954–1992) Poměr stran: 1:2

24. října 1990 vyhlásila Čuvašská ASSR svrchovanost v rámci RSFSR a byl přijat nový název země – Čuvašská republika a vypsána soutěž na symboly republiky. Do užšího kola se dostaly 4 návrhy vlajky: (nejsou obrázky)
- Světle žlutý list, červeně lemován ze tří stran (horní, dolní a žerďová), uprostřed návrh znaku
- List barvy slonové kosti, podél horního a dolního okraje úzké červeno-hnědé proužky santalové barvy, ve středu symbol vesmíru (též santalové barvy)
- Žlutý list se s červeným, svislým pruhem u žerdi (širokým 1/3) délky vlajky, na kterém byl vykreslen ornament s černou konturou
- Vítězný, později přijatý návrh, autorem vítězného návrhu byl grafik a medailér Elli Michajlovič Jurjev (1936–2001)

29. dubna 1992 schválila Nejvyšší rada (mimo jiného) zákon o změnách a doplňcích v čuvašské ústavě a Nařízení o státní vlajce Čuvašské republiky, které podepsal předseda Nejvyšší rady Eduard Alexejevič Kubarev. Vlajku vyšila Alina Kuzněcovová a poprvé byla vztyčena 8. května 1992.

## Vlajka čuvašského prezidenta
5. září 2000 byly, dekretem prezidenta republiky č. 78, schváleny „Předpisy o vlajce prezidenta Čuvašské republiky“. 
13. září 2011 byly provedeny změny v čuvašské ústavě, dle kterých byl titul nejvyššího úředníka výkonné moci Čuvašské republiky – prezidenta změněn od 1. ledna 2012 na titul Hlava.

Vlajka čuvašského prezidenta Poměr stran: 1:1

Vlajka čuvašského prezidenta je vyhotovena ve čtyřech exemplářích:
1. Základní, umístěny v pracovně prezidenta v Čeboksarech, hlavním městě republiky
2. Duplikát v budově Zplnomocněného zastoupení republiky v Moskvě
3. Duplikát, vlající před sídlem čuvašského prezidenta
4. Zmenšený duplikát na pravém předním blatníku vozu prezidenta

## Vlajky čuvašských městských okruhů a rajónů

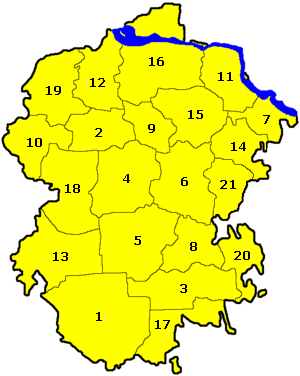
Administrativní členění Čuvašska

Čuvašsko se člení na 5 městských okruhů a 21 rajónů.
Městské okruhy

Alatyr (22) Poměr stran: 2:3
Kanaš (23) Poměr stran: 2:3
Novočeboksarsk (24) Poměr stran: 2:3
Čeboksary (25) Poměr stran: 2:3
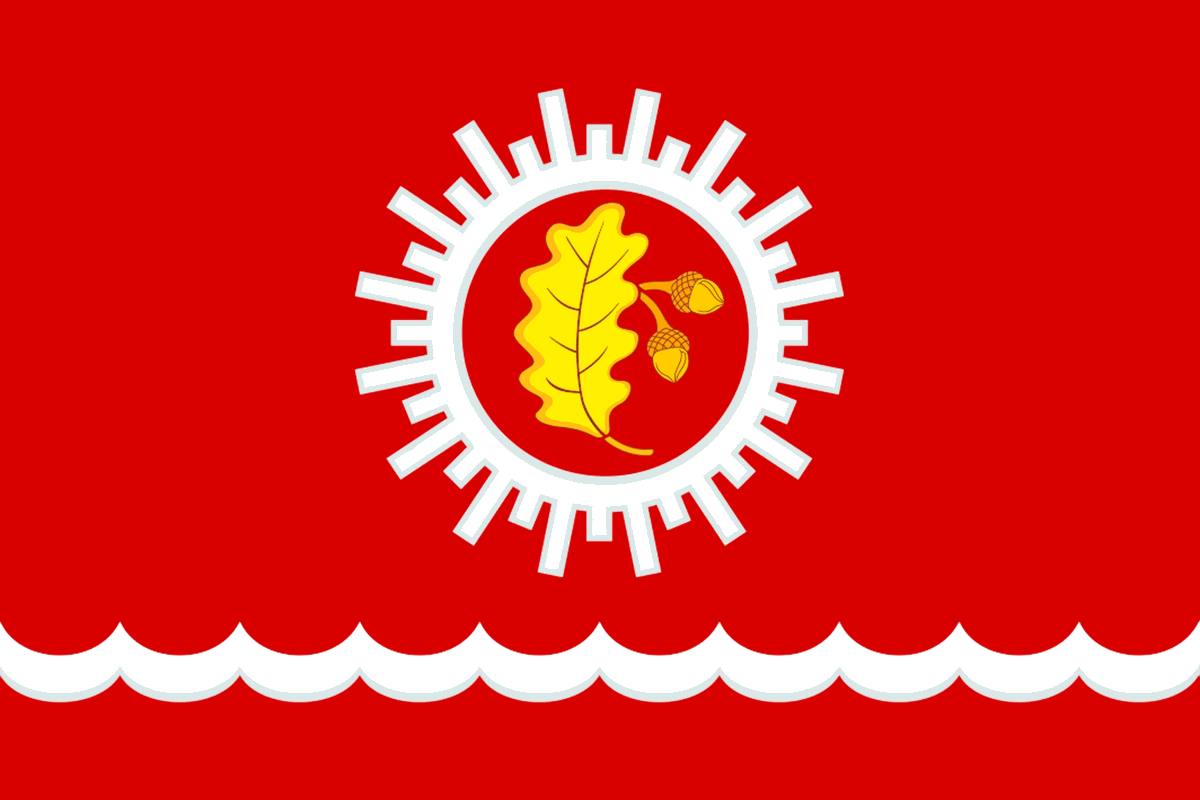
Šumerlja (26) Poměr stran: 2:3

Rajóny

Alatyrský rajón (1) Poměr stran: 2:3
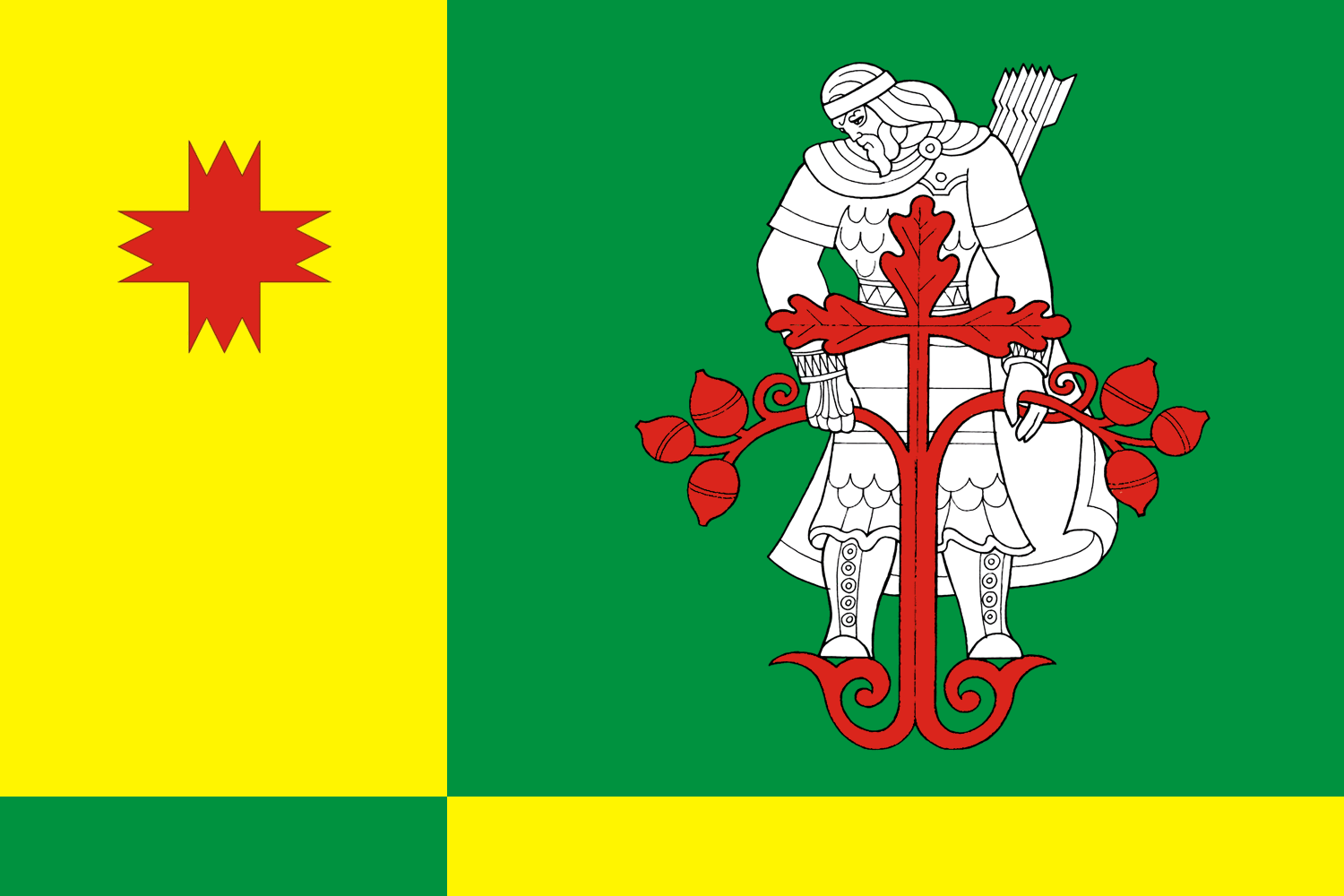
Alikovský rajón (2) Poměr stran: 2:3
Batyrevský rajón (3) Poměr stran: 2:3
Vurnsrský rajón (4) Poměr stran: 2:3
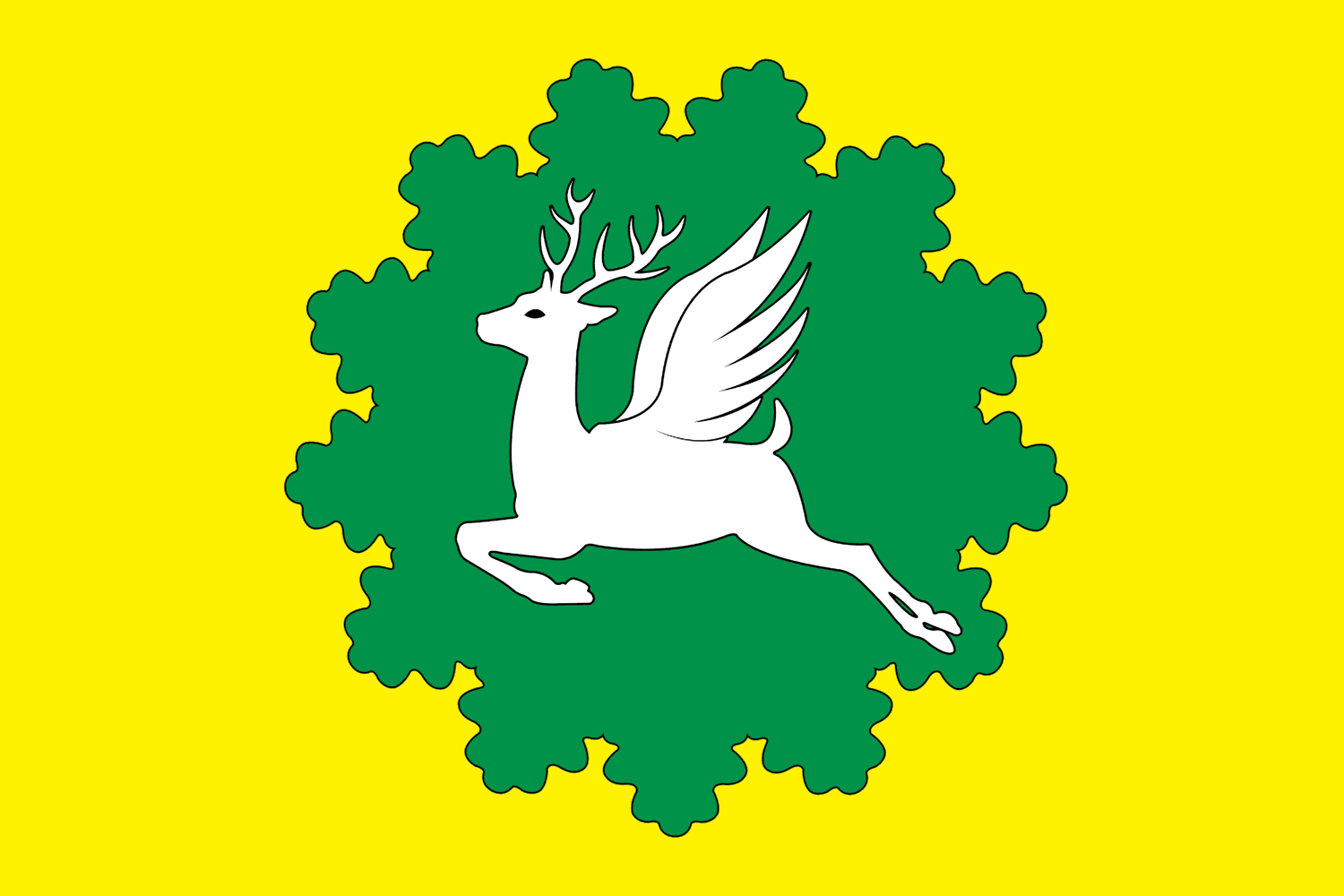
Ibresinský rajón (5) Poměr stran: 2:3
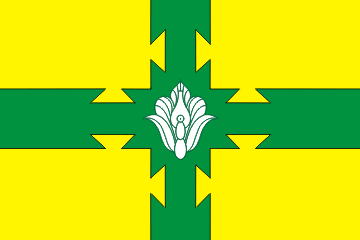
Kanašský rajón (6) Poměr stran: 2:3
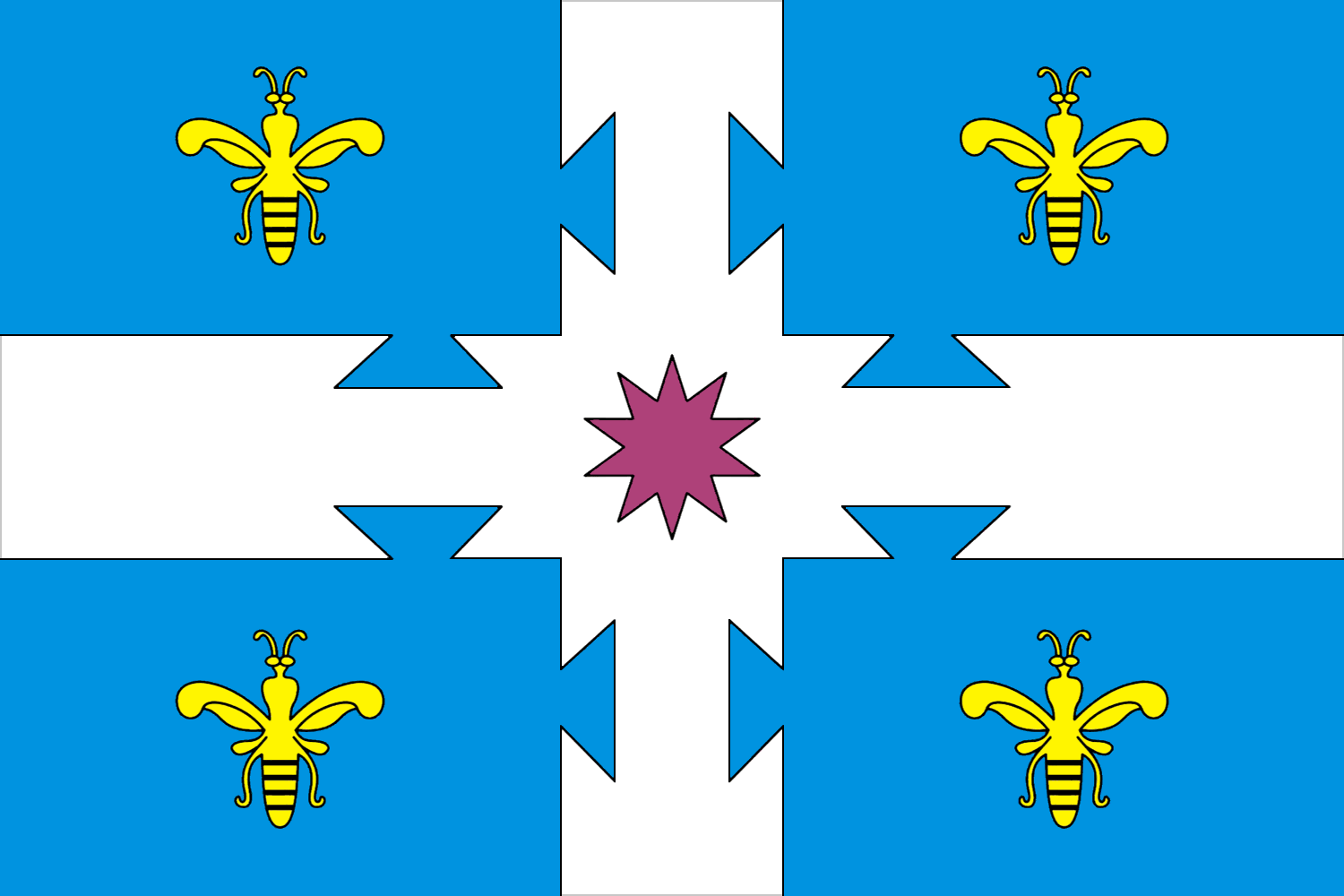
Kozlovský rajón (7) Poměr stran: 2:3
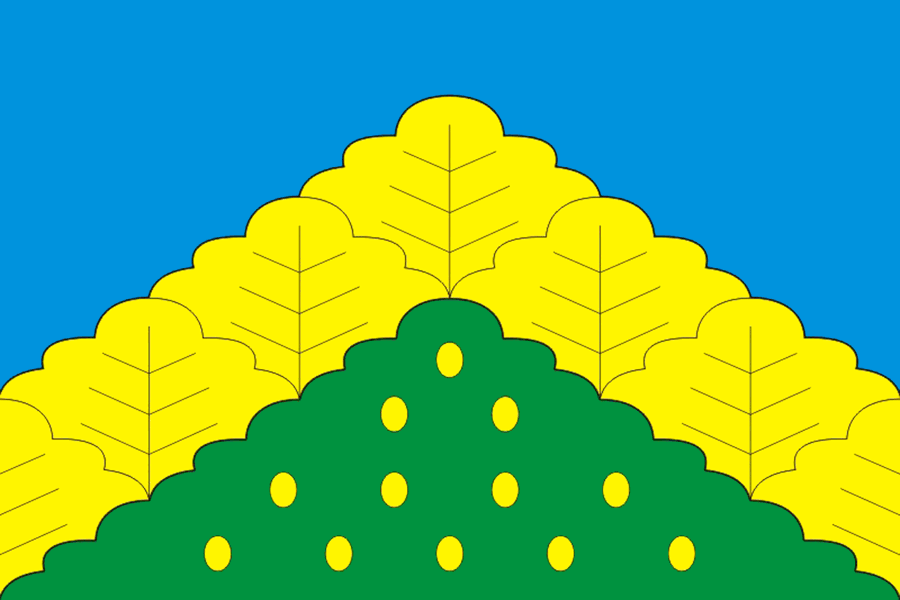
Komsomolský rajón (8) Poměr stran: 2:3
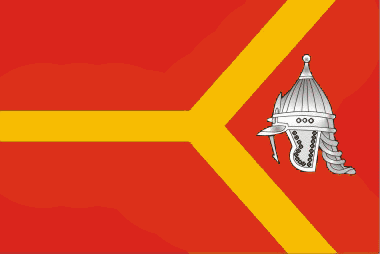
Krasnoarmejský rajón (9) Poměr stran: 2:3
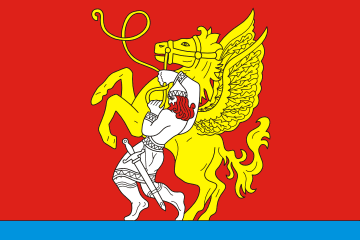
Krasnočetajský rajón (10) Poměr stran: 2:3
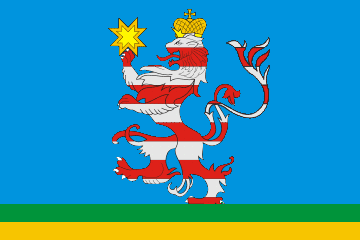
Mariinsko-Posadský rajón (11) Poměr stran: 2:3
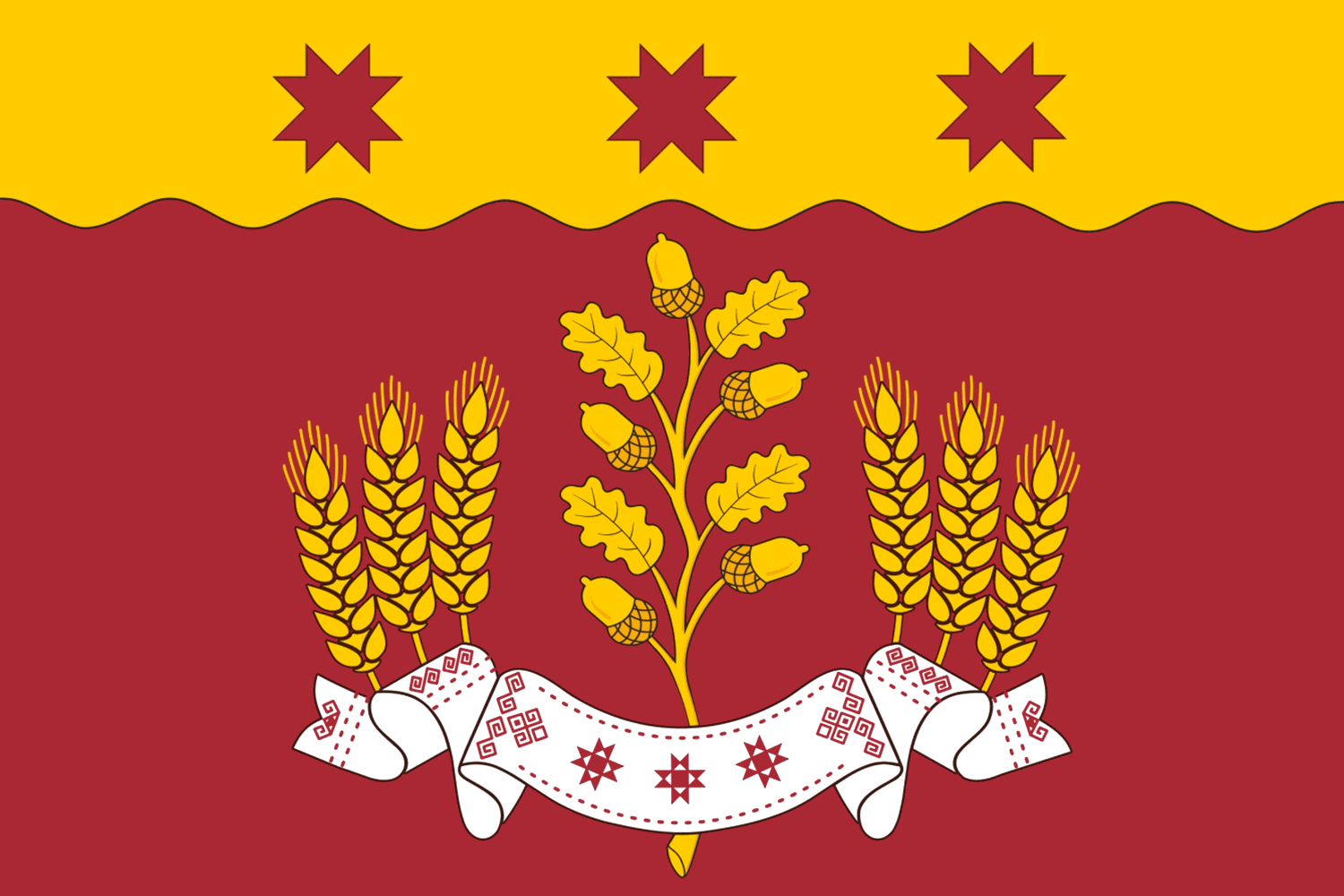
Morgaušský rajón (12) Poměr stran: 2:3
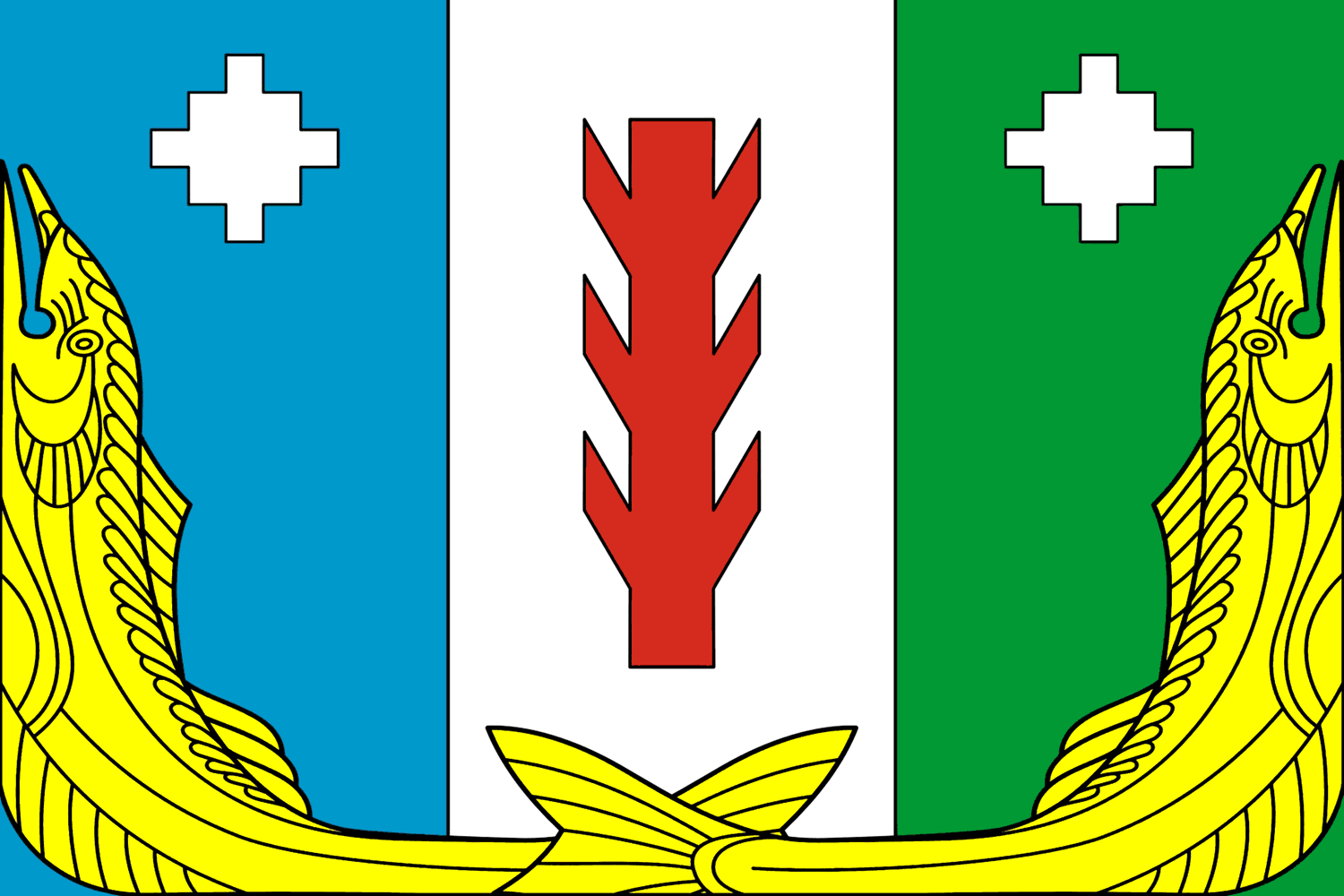
Porecký rajón (13) Poměr stran: 2:3
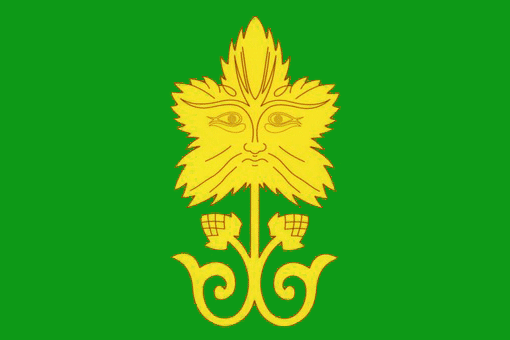
Urmarský rajón (14) Poměr stran: 2:3
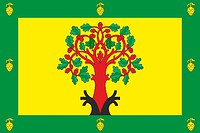
Civilský rajón (15) Poměr stran: 2:3
Čeboksarský rajón (16) Poměr stran: 2:3
Šemuršinský rajón (17) Poměr stran: 2:3
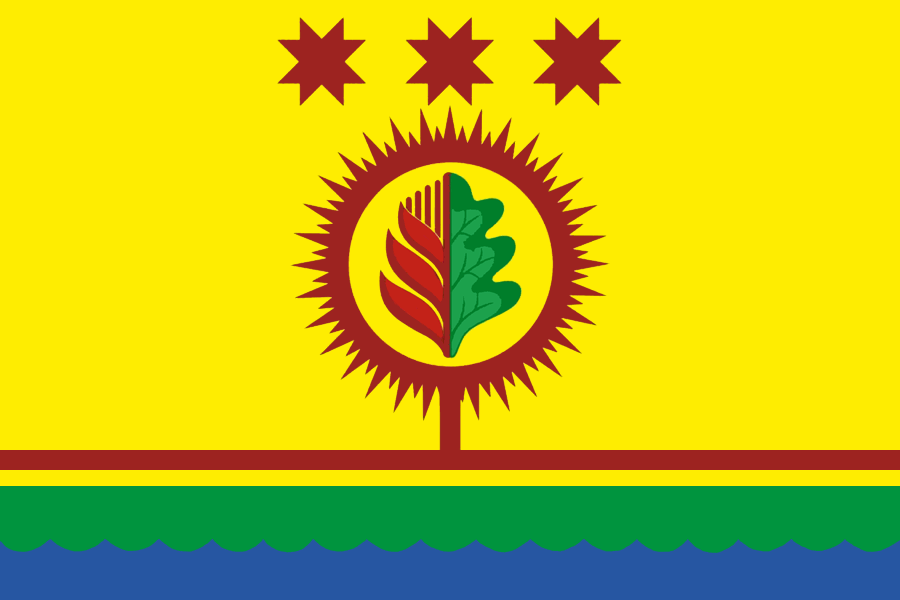
Šumerlinský rajón (18) Poměr stran: 2:3
Jadrinský rajón (19) Poměr stran: 2:3
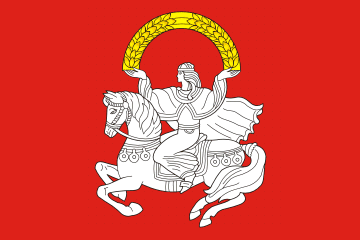
Jalčinský rajón (20) Poměr stran: 2:3
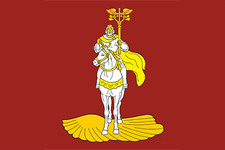
Jantikovský rajón (21) Poměr stran: 2:3